# كلينتون أوليفر وايت
كلينتون أوليفر وايت هو سياسي كندي، ولد في 28 ديسمبر 1928. حزبياً، نشط في Saskatchewan New Democratic Party ‏. وقد انتخب عضو المجلس التشريعي من ساسكاتشوان.